# John Argyris
John Hadji Argyris FRS (em grego:  Ιωάννης Αργύρης; Vólos, 19 de agosto de 1913 — Stuttgart, 2 de abril de 2004) foi um dos criadores do método dos elementos finitos (MEF) e encerrou sua carreira como professor na Universidade de Stuttgart, onde era diretor do Instituto de Estática e Dinâmica de Estruturas Aeroespaciais (Institut für Statik und Dynamik der Luft- und Raumfahrtkonstruktionen).
Seu tio Constantin Carathéodory foi professor de matemática em Munique.

## Biografia
John Argyris estudou engenharia civil em Atenas e Munique, diplomando-se em 1936. Trabalhou primeiramente na firma Gollnow em Stettin, onde entre outras atividades esteve envolvido na construção de torres de transmissão de rádio. Depois morou em Berlim, quando foi preso pelos nazistas, mas com a ajuda do almirante Canaris escapou para a Suíça, continuando a estudar na ETH Zürich em Zurique. Em 1943 foi trabalhar no departamento de pesquisa da Royal Aeronautical Society na Inglaterra. A partir de 1949 foi professor de engenharia aeronáutica no Imperial College London, onde foi efetivado em 1955. Em 1959 foi professor na Universidade de Stuttgart, onde fundou o Instituto de Estática e Dinâmica de Estruturas Aeroespaciais.

## Trabalho científico
John Argyris é um dos pioneiros no desenvolvimento do MEF, ocorrido a partir do princípio dos anos 1950, ao lado de outros como Ray Clough e Olgierd Zienkiewicz, fundamentado em trabalhos matemáticos de Richard Courant.
Sob sua direção foi desenvolvido no Institut für Statik und Dynamik der Luft- und Raumfahrtkonstruktionen (ISD) da Universidade de Stuttgart entre 1965–1985 o programa ASKA (Automatic System for Kinematic Analysis), que foi junto com o NASTRAN um dos primeiros programas de aplicação geral aplicando o MEF.
John Argyris recebeu a Medalha Timoshenko em 1981.

## Publicações
- Die Erforschung des Chaos, Vieweg 1995, Springer Verlag 2010
- Dynamics of Structures, North Holland 1991
- com Lazarus Tenek: Finite element analysis for composite structures, Kluwer 1998
- com S. Kelsey: Modern fuselage analysis and the elastic aircraft, basic theory, London: Butterworth 1963
- com S. Kelsey: Energy theorems and structural analysis; a generalised discourse with applications on energy principles of structural analysis including the effects of temperature and nonlinear stress-strain relations, London, Butterworth 1960 
  - Zwei gleichnamige Aufsätze erschienen in Aircraft Engineering, Volume 26, 1954, p. 347–387, 410–422, Volume 27, 1955, p. 42–58, 80–94, 125–134, 145–158
- Die Matrizentheorie in der Statik, Ingenieurarchiv, Volume 25, 1957, 174–192
- Recent advances in matrix methods of structural analysis, Pergamon Press 1964
- The computer shapes the theory, Journal of the Aeronautical Society, Volume 65, 1965, p. XXXII
- com H.-P. Mlejnek: Die Methode der Finiten Elemente, 2 Volumes, Vieweg 1986, 1987